# Fahrenhorst (Stuhr)
Fahrenhorst ist der südlichste Ortsteil der Gemeinde Stuhr im niedersächsischen Landkreis Diepholz. Die Ortschaft mit etwa 1300 Einwohnern liegt an der Einmündung der B 439 in die B 51. Am nördlichen Ortsrand verläuft die Landesstraße L 338 und am südlichen Ortsrand die Kreisstraße K 114. Der Hombach durchströmt den östlichen Ortsrand, dort liegt auch das Naherholungsgebiet Warwer Sand.
Zu Fahrenhorst gehören die bäuerlich geprägten Siedlungen Warwe im Osten und Feine im Nordosten. Die westlichen Teile von Fahrenhorst sind von Wald umschlossen.
Sehenswert in Fahrenhorst sind neben der Heilig-Geist-Kapelle verschiedene alte Fachwerkhäuser.

## Baudenkmal
- In der Liste der Baudenkmale in Stuhr erscheint die Heilig-Geist-Kapelle. Diese wurde von 1961 bis 2021 als Kapelle genutzt.